# Heinrich Schlange-Schöningen
Heinrich Schlange-Schöningen (* 26. April 1960 in Lüneburg) ist ein deutscher Althistoriker.
Heinrich Schlange-Schöningens Großvater war der Politiker und Diplomat Hans Schlange-Schöningen. Nach seinem Abitur 1979 am Max-Planck-Gymnasium in Göttingen studierte er 1982 bis 1987 Geschichte, Religionswissenschaft und Philosophie an der Freien Universität Berlin und in Bordeaux. Dort schloss er das Studium 1988 mit der Maîtrise d’Histoire de l’Université de Bordeaux ab. Anschließend war er von 1989 bis 1994 Wissenschaftlicher Mitarbeiter an Alexander Demandts Lehrstuhl für Spätantike der Freien Universität Berlin. 1993 wurde er bei Demandt mit einer Arbeit zum spätantiken Bildungswesen promoviert. Von 1996 bis 2002 folgte die Tätigkeit als Wissenschaftlicher Assistent an Ernst Baltruschs Lehrstuhl für Römische Geschichte, ebenfalls an der Freien Universität Berlin. 2003 erfolgten die Habilitation in Berlin und die Vertretung einer Oberassistenz für Alte Geschichte an der Technischen Universität Dresden. 2004 war Schlange-Schöningen Mitglied der School of Historical Studies am Institute for Advanced Study in Princeton, New Jersey. Bis zum Sommersemester 2006 lehrte er als Privatdozent für Alte Geschichte an der FU Berlin, vor allem zur Römischen Kaiserzeit und Spätantike. Seit dem Wintersemester 2006/2007 lehrt er an der Universität des Saarlandes in Saarbrücken; zunächst als W2-Professor für Alte Geschichte. Nachdem er 2010 einen Ruf an die Universität Mannheim abgelehnt hatte, wurde er in Saarbrücken W3-Professor. Er ist Mitglied der Kommission für Saarländische Landesgeschichte.
Schlange-Schöningen ist auf die römische Geschichte in Kaiserzeit und Spätantike spezialisiert und interessiert sich daneben auch für die Wissenschaftsgeschichte der Altertumswissenschaften. Derzeit arbeitet er zur römischen Sozial- und Religionsgeschichte sowie zur Wirkungsgeschichte Konstantins des Großen.

## Schriften (Auswahl)
Monographien
- Kaisertum und Bildungswesen im spätantiken Konstantinopel (= Historia Einzelschriften. Bd. 94). Steiner, Stuttgart 1995, ISBN 3-515-06760-4 (Zugleich: Berlin, Freie Universität, Dissertation, 1992).
- Die römische Gesellschaft bei Galen. Biographie und Sozialgeschichte (= Untersuchungen zur antiken Literatur und Geschichte. Bd. 65). De Gruyter, Berlin u. a. 2003, ISBN 3-11-017850-8 (Zugleich: Berlin, Freie Universität, Habilitations-Schrift, 2001).
- Augustus. Wissenschaftliche Buchgesellschaft, Darmstadt 2005, ISBN 3-534-16512-8; 2., durchgesehene und bibliographisch aktualisierte Auflage. Darmstadt 2012, ISBN 978-3-534-25071-4.
- Hieronymus. Eine historische Biografie. Wissenschaftliche Buchgesellschaft / Philipp von Zabern, Darmstadt 2018, ISBN 978-3-8053-5149-2.

Herausgeberschaften
- Konstantin und das Christentum. Wissenschaftliche Buchgesellschaft, Darmstadt 2007, ISBN 978-3-534-20778-7.
- mit Andreas Goltz: Konstantin der Große. Das Bild des Kaisers im Wandel der Zeiten (= Archiv für Kulturgeschichte. Bd. 66). Böhlau, Köln u. a. 2008, ISBN 3-412-20192-8.